# 三浦建太郎
三浦 建太郎（みうら けんたろう、本名：非公表、1966年〈昭和41年〉7月11日 - 2021年〈令和3年〉5月6日）は、日本の漫画家。千葉県出身。日本大学藝術学部美術学科卒業。

## 略歴
日芸入学後、第34回少年マガジン新人漫画賞入選作となった『再び』（『週刊少年マガジン』1985年8月21日号／第36号掲載）、及び『NOA』（『フレッシュマガジン』1985年第3号掲載）で商業誌デビューを果たした。
漫画家の森恒二、技来静也は高校の同級生であり、森とは高校時代に合作で漫画を描いており、『週刊少年サンデー』の最終選考に残ったことがあるという。技来は高校では漫画を描いてなかったため当時はあまり交流は無かったが、大学の学園祭をきっかけに親しくなり初期の三浦のアシスタントを務めた。
1984年、漫画家の森川ジョージのもとに臨時のアシスタントとして入るも、持参していた『ベルセルク』のアイディアスケッチを見た森川は既に自分以上の実力を備え三浦自身の作品を作るべきと判断し、1日で帰らされている。森川の作品『一矢NOW』第1話で描かれている学校はこの時の三浦の手によるものである。
1988年、大学在学中にプロトタイプの短編『ベルセルク』を『コミコミ』11月号に投稿し（単行本14巻に収録）、翌年の卒業後に本格的に漫画家として活動を始めた。『月刊アニマルハウス』（『ヤングアニマル』の前身）で武論尊原作の『王狼』『王狼伝』『ジャパン』を、並行して『ベルセルク』を連載開始した。1992年以降は『ベルセルク』を『ヤングアニマル』で不定期に連載していたが、完結の見通しは立っておらず、自身でも「死ぬまでに頭の中の全てを出せるのか」と語っていた。2021年に技来静也と対談した際には「これから畳もうかな」と、ストーリーが終盤に差し掛かっていることを示唆した発言をしていた。
2021年5月6日、急性大動脈解離のため死去。54歳没。訃報は同月20日に白泉社公式サイトで公表された。
未完となった『ベルセルク』は2022年6月24日発売のヤングアニマル13号から、三浦の親友で生前に最終回までの展開を聞かされていた森恒二が監修を行い、弟子が所属するスタジオ我画の手により連載が再開された。

## 人物
両親は共にデザイナーであり、高校時代から漫画を描き続けていた三浦に対して理解を示していた。親は武蔵野美術大学出身で、父親はコマーシャルの絵コンテを描く仕事、母親は絵画教室をやっていたことから幼い頃より絵を描く環境が整っていた。
音楽家の平沢進の熱狂的なファンで、執筆中には必ず聴いていたとのこと。これがきっかけでアニメ及びゲーム版『ベルセルク』の音楽は平沢が担当している（劇場版は主題歌のみ担当）。平沢は三浦と親交の深いミュージシャンである。平沢は三浦が亡くなった当日、自身の公式ホームページ「三浦建太郎先生の訃報に接して」と追悼文を届けた。
学生時代、柔道を始めたばかりで初段の相手を吹っ飛ばしたというほど腰が強かった。
永井豪の『バイオレンスジャック』や武論尊（原作）、原哲夫（作画）の『北斗の拳』、特に栗本薫の大河小説『グイン・サーガ』のファンであり、栗本薫追悼コメントでは「最後の恐竜」という題で画一的な"細身・聖剣 / 魔剣・空中戦"といった美少女ファンタジーが溢れていることに時代的な観点と日本の特性から理解を示しつつも、過去のものとされつつあるグイン・サーガに見られるような「重力と距離」を簡単に手放したくないとし、「グイン・サーガを血肉に育った者の一人として、八〇年代発の数少ない現存のファンタジー作品「ベルセルク」を描ききりたい」と公言していた。
自身の漫画の描き込みは好きだった『北斗の拳』や『AKIRA』の影響だと公言している
。
賀来ゆうじとの対談で『ベルセルク』は少女漫画と世界名作劇場のような相反するものが組み合わさってると言う指摘に対してアニメ監督の出崎統の影響を公言している。
他にも少年時代から少女漫画を愛読しており、『ベルセルク』に影響を及ぼしていると発言していた（藤本由香里『少女まんが魂』での対談より）。
『スター・ウォーズ』からも多大な影響を受けていた。高校の時に映画館で『スター・ウォーズ エピソード6/ジェダイの帰還』の予告編が流れた際に、前の席で騒いでいた観客を叱責したことがあったが、温厚な三浦が怒ったのを森恒二が見たのは後にも先にもその一度きりだったという
エロゲーマーであることを自認しており、尚且つ『真・恋姫†無双 〜乙女繚乱☆三国志演義〜』にはまっていた（巻末コメントより）。
ニコニコ動画のヘビーユーザーであると『ヤングアニマル』誌の巻末コメントに寄せていた。それを知った株式会社インターネットは、同サービスの時報を利用して自社商品のVOCALOIDソフト『がくっぽいど』のパッケージイラストの依頼をかけた。三浦はこれに応えて同製品のイメージキャラクター「神威がくぽ」を無償でデザインした。
シミュレーションゲーム『THE IDOLM@STER』のファンで、好きなキャラは如月千早。休載の際にXbox 360を購入した。

## アシスタント
- 森恒二は高校以来の親友。大学での学科も同じであった。森は高校時代に三浦の実家にドラえもんのように居候していた時期があったという。一時期は漫画家への道は挫折していたものの、バイク事故をきっかけに漫画がもう一度描きたいことを三浦に伝えて再起した。
- 技来静也は学科は違うものの高校、大学の学友[2]。就活時に内定が取れずに悩んでいたところ、三浦にアシスタントを依頼された事が漫画家となるきっかけとなった。ブラス・ナックルの打ち切りの後、企画に悩む技来に古代ローマの拳闘士モノを推した事がセスタスに繋がった。

## 作品
- ベルセルク - 2002年：第6回手塚治虫文化賞マンガ優秀賞
- 王狼
- 王狼伝
- ジャパン
- ギガントマキア
- ガーディアン・オブ・チルドレン キモ☆タクくん　ヤングアニマル2010年6月25日号掲載
- ドゥルアンキ - 原作・プロデュース担当。

## 文献
- 藤本由香里『少女まんが魂　現在を映す少女まんが完全ガイド&インタビュー集』白泉社、2000年12月。ISBN 4-592-73178-6。
  - 少女マンガ評論家・藤本由香里による特別インタビューを掲載